# Соф'їно (Одинцовський район)
Соф'їно (рос. Софьино) — село в Одинцовському районі Московської області Російської Федерації.

## Розташування
Селище Авіаработніков входить до складу міського поселення Кубинка, воно розташоване поруч з Мінським шосе, на березі Нарських ставів. Найближчі населені пункти, Селище Рибкомбінату «Нара», Асаково, Крутіци, Наро-Осаново.

## Населення
Станом на 2006 рік у селі проживала 1 особа.